# Eriopyga nanduna
Eriopyga nanduna là một loài bướm đêm trong họ Noctuidae.